# 竹日向町
竹日向町（たけひなたまち）は、山梨県甲府市の地名。江戸時代から1875年（明治8年）までは「竹日向村」と称され、明治8年からは1954年（昭和29年）までは能泉村に含まれ、「竹日向」は大字名となる。昭和29年から現在までは甲府市の町名。

## 立地と地理的・歴史的景観
竹日向町は甲府市北部に位置する。一帯は御嶽昇仙峡と呼ばれる渓谷で、笛吹川の支流荒川上流の左岸、帯那山西麓に位置する。現在の集落は荒川支流・日向沢沿いに分布する。山の傾斜地には段々畑が開かれていたが、現在では耕作地はわずかで地境としての石垣が残され、雑木林や杉・桧（ひのき）の植林地となっている。標高は650メートル付近。
『甲斐国志』に拠れば、「竹日向」の地名は「岳の日向」を意味するという。戦国期には甲斐武田氏の家臣日向大和守が北方の固めに任じられ、武田氏の滅亡後にも当地において帰農したとする伝承がある。
近世には成立した九筋二領では山梨郡北山筋に属する。領主支配は幕府直轄領、甲府藩領を経て、享保9年（1724年）に甲斐一国の幕領化に伴い再び幕領となる。甲府代官所支配。領域は東西30町、南北20町で、慶長7年の屋敷帳によれば家数11軒、500坪。村高は31石余。周辺には沢が流れているため灌漑用水に不足せず、田畑のほか麻布織りの麻畑もつくられた。一方で水害も多発したという。
1875年（明治8年）には塔岩、高成、川窪の諸村とともに能泉村に併合され、高成には村役場・能泉尋常小学校が所在していた。

## 生業・民俗

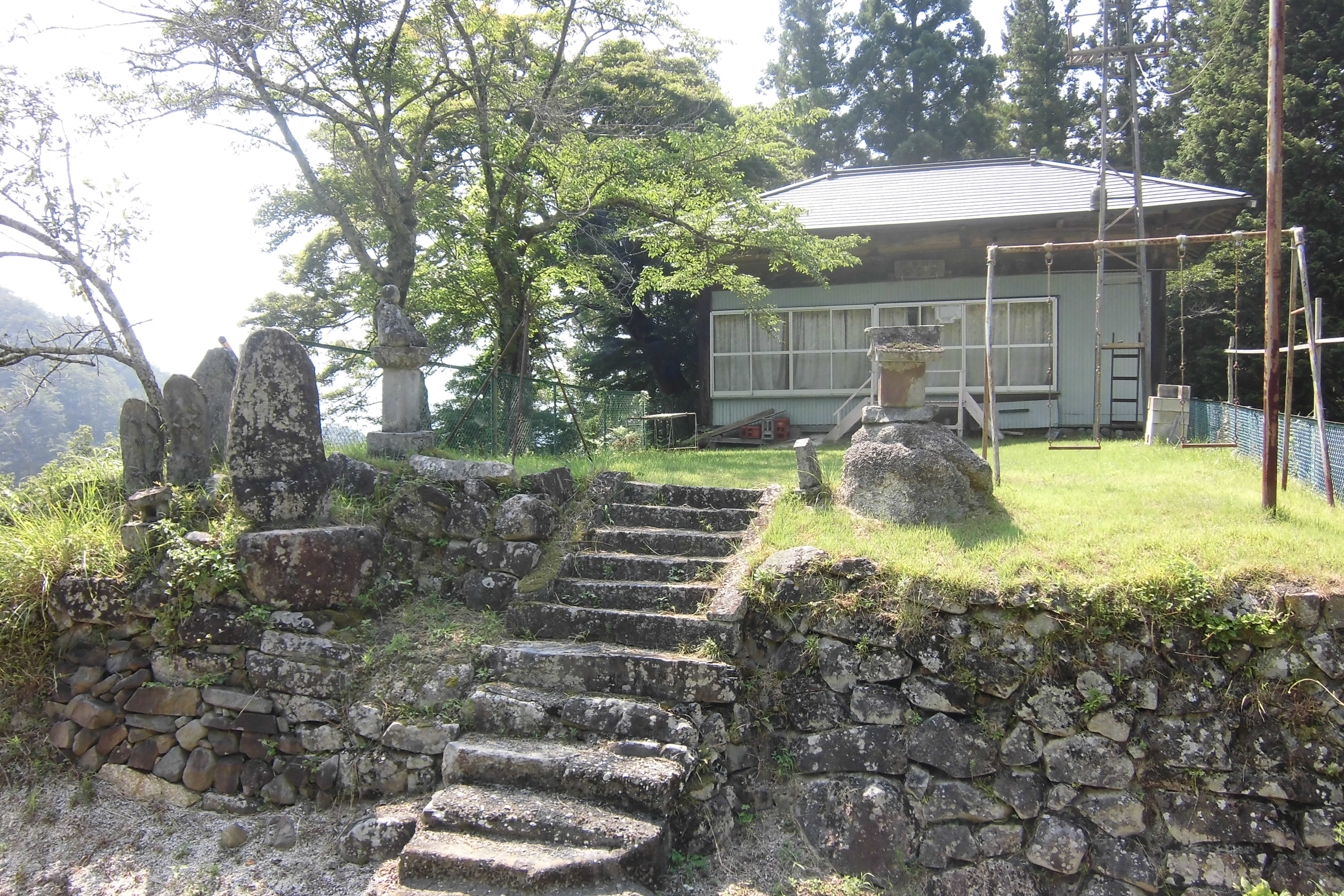
竹日向町公会堂（常雲寺跡）

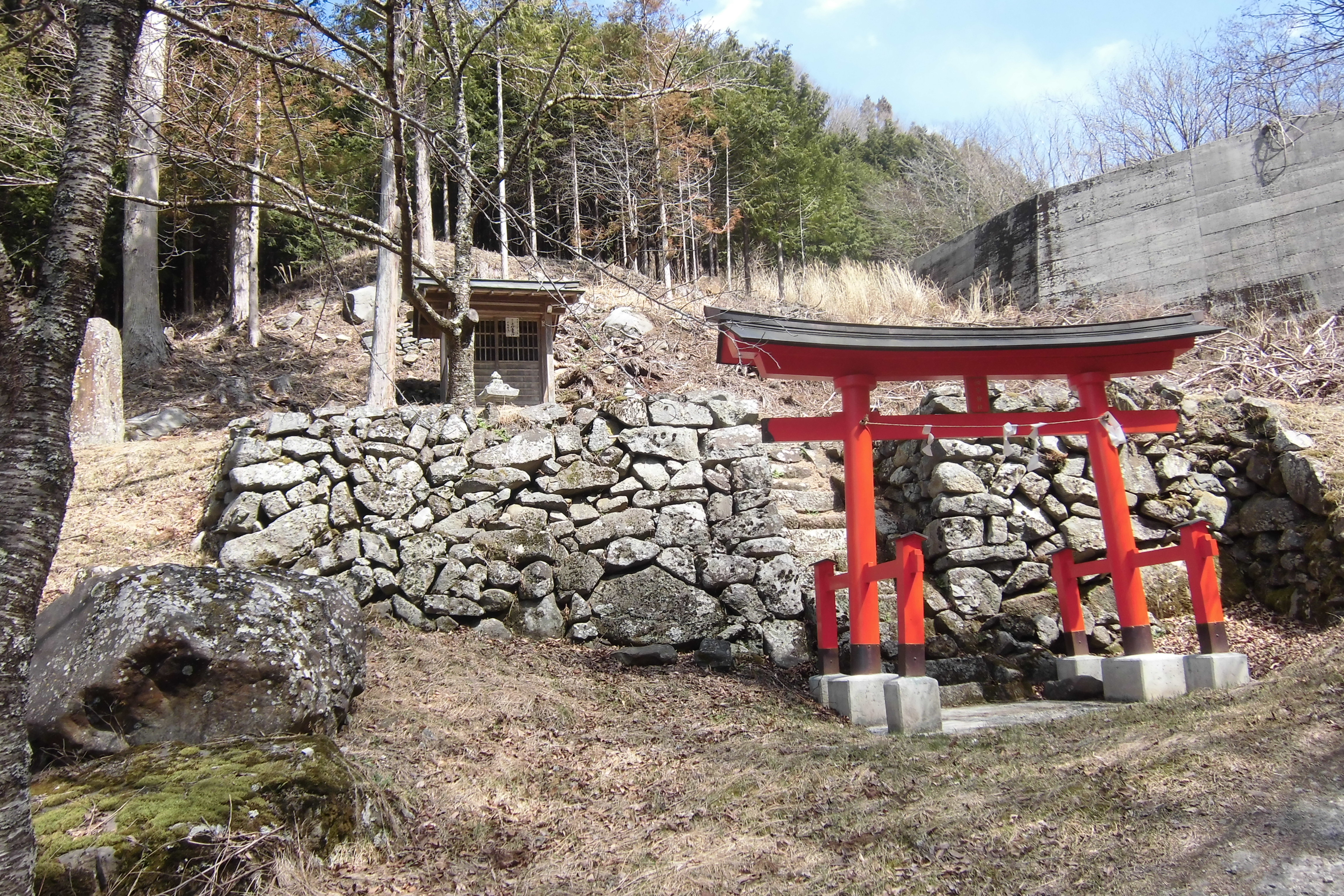
細草神社

生業は農業が主で、兼業農家が多い。シカ・イノシシの獣害が多発しているため、田畑には猪垣（猪堀・猪囲い）が作られている。ほか、余業として養蚕・製炭が行われており、昭和63年調査の国土地理院2万5000分の1地図では集落周辺が桑畑となっており、養蚕が行われていたことが知られる。戦後には御嶽昇仙峡が観光地として開発されたため、土産物の売店などを経営した。
寺社は集落入口南の石垣上の高台に羅漢寺の末寺・曹洞宗寺院の蔵沢山常雲寺跡地があり、現在でも石造物や万霊塔などが残されている。また、集落の東に産土神として祀られていた細草神社が鎮座している。細草神社には小正月の道祖神に際した民俗芸能である獅子舞・鳥刺舞が伝えられている。
集落には千野姓が多く、各戸は互いに親戚関係にある。現在では過疎化が進んでおり、2014年7月現在の世帯数は7世帯、人口は10名である。

### 竹日向町の猪垣
山梨県内では竹日向町のほか、富士北麓地域に属する南都留郡忍野村内野や同郡富士河口湖町本栖で現存する猪垣が存在している。竹日向町に存在する猪垣に関して近世期の文献史料では、竹日向区有文書に含まれる文化6年（1809年）の「猪囲議定書の事」、同年の「猪堀数間道筋万覚控帳」、文化7年（1810年）の「猪堀見廻義定の事」（『甲府市史 史料編 第5巻 近世Ⅳ』）の三点の史料が知られる。文献史料においては甲斐国の猪垣は柵形式と石積み形式があることが知られ、遺構としては2005年時点で石積み形式のみが知られる。竹日向町の猪垣は「村筋」と「中峠筋」の猪垣がある。
「猪堀数間道筋万覚控帳」によれば、「村筋」の石垣は日向沢を天然の堀とし、常雲寺跡地の石垣（「寺後」）を起点に左回りで「猿岩」「中尾根」「御幸場」「芋穴尾根」「上野山」を経由して「仲谷河原」に至る。集落北側から西側の畑地を囲む猪垣で、新津健ははじめこれを「仲谷河原筋」の猪垣としていたが、「猪堀数間道筋万覚控帳」に「中峠筋」に対して「村」とあることから、「村筋」の猪垣と修正している。

#### 「村筋」の猪垣
「村筋」の猪垣は高さ1メートル・幅70センチメートル程度。石材は付近から調達されたと考えられており、花崗岩や安山岩など岩質が異なる。「猪堀数間道筋万覚控帳」に記される一連の地名のうち、「寺後」は常雲寺跡地の石垣に相当するとされる。「猿岩」は不明であるが、日向沢と弓道の通過する谷間に花崗岩の巨石が露出した箇所が見られ、いずれかの岩に相当すると考えられている。
石垣は現在の車道により一部切断され、集落西側の畑地を通過し、これが「西尾根」に相当し、「大神（だいじんさん）」と呼称される宝暦10年（1760年）の年記を有する石祠が残されている。西尾根から北東へ進むと一部土手の部分があり、再び猪垣が出現すると文政13年（1830年）の年記をもつ「金毘羅様」と呼称される石祠があり、この付近が「御幸場」に相当すると考えられている。さらに東へ進むと「芋穴尾根」に相当する高所があり、この付近では明治初期から明治20年代の染付の磁器類が表面採取されている。芋穴尾根を過ぎると猪垣は下り「上野山」の斜面を横切ると終点の「仲谷河原」へ至る。

#### 「中峠筋」の猪垣
竹日向集落から南に谷・尾根を越えると猪垣が存在し、こちらは「中峠筋」の猪垣と呼ばれる。傾斜の強い段々畑で、昭和63年国土地理院地図では桑畑になっており、それ以前はイモ類・こんにゃく・雑穀を栽培する畠で、現在は杉・桧の植林地になっている。

## 小・中学校の学区
市立小・中学校に通う場合、学区は以下の通りとなる。
| 番・番地等 | 小学校               | 中学校             |
| ---------- | -------------------- | ------------------ |
| 全域       | 甲府市立千代田小学校 | 甲府市立北西中学校 |